# Anholt (Insel)
Anholt [ˈanhɔlʔd] ist eine 22,37 km² große dänische Insel im Kattegat. Auf ihr leben 143 Menschen (1. Januar 2023). Sie gehört verwaltungsmäßig zur Norddjurs Kommune, Region Midtjylland.

## Geografie, Geologie und Vegetation
Anholt liegt 45 Kilometer nordöstlich der Halbinsel Djursland. Die Insel ist damit die am weitesten von der nächsten Küste entfernte Insel Dänemarks (Bornholm liegt nur 36 km vor der schwedischen Küste).
Der Westteil der Insel bildet eine drei Quadratkilometer große Moränenlandschaft; hier liegt auch die Siedlung Anholt. Die Dünen der Insel erreichen mit dem Sønderbjerg (deutsch „Südberg“) eine Höhe von 48 Metern. Der Nordbjerg ist 39 Meter hoch. Am Weststrand verbindet die Düne Vesterklit beide Anhöhen. Von Westen und Süden ist die Insel dem Meer und starkem Wind ausgesetzt; Steilküstenbildung ist die Folge. Der Osten ist eine flache Strandwallebene. Der Höhenunterschied zwischen den beiden Bereichen entstand aufgrund der postglazialen Landhebung, die Anholt besonders stark hob. Auf den Strandwällen findet man kleine, durch Erosion ausgehöhlte eisenhaltige Steine, die im Volksmund als „Zwergentöpfe“ bezeichnet werden.

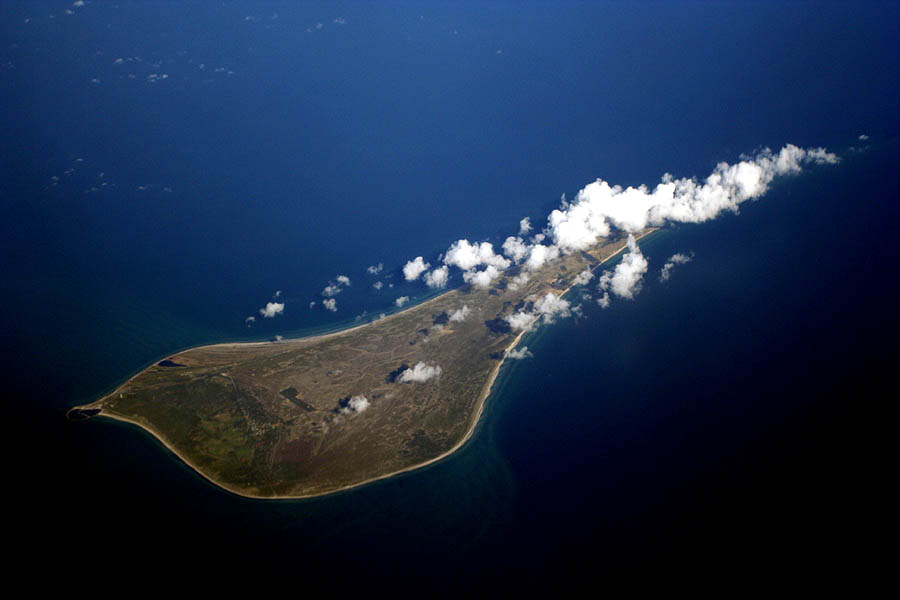
Anholt
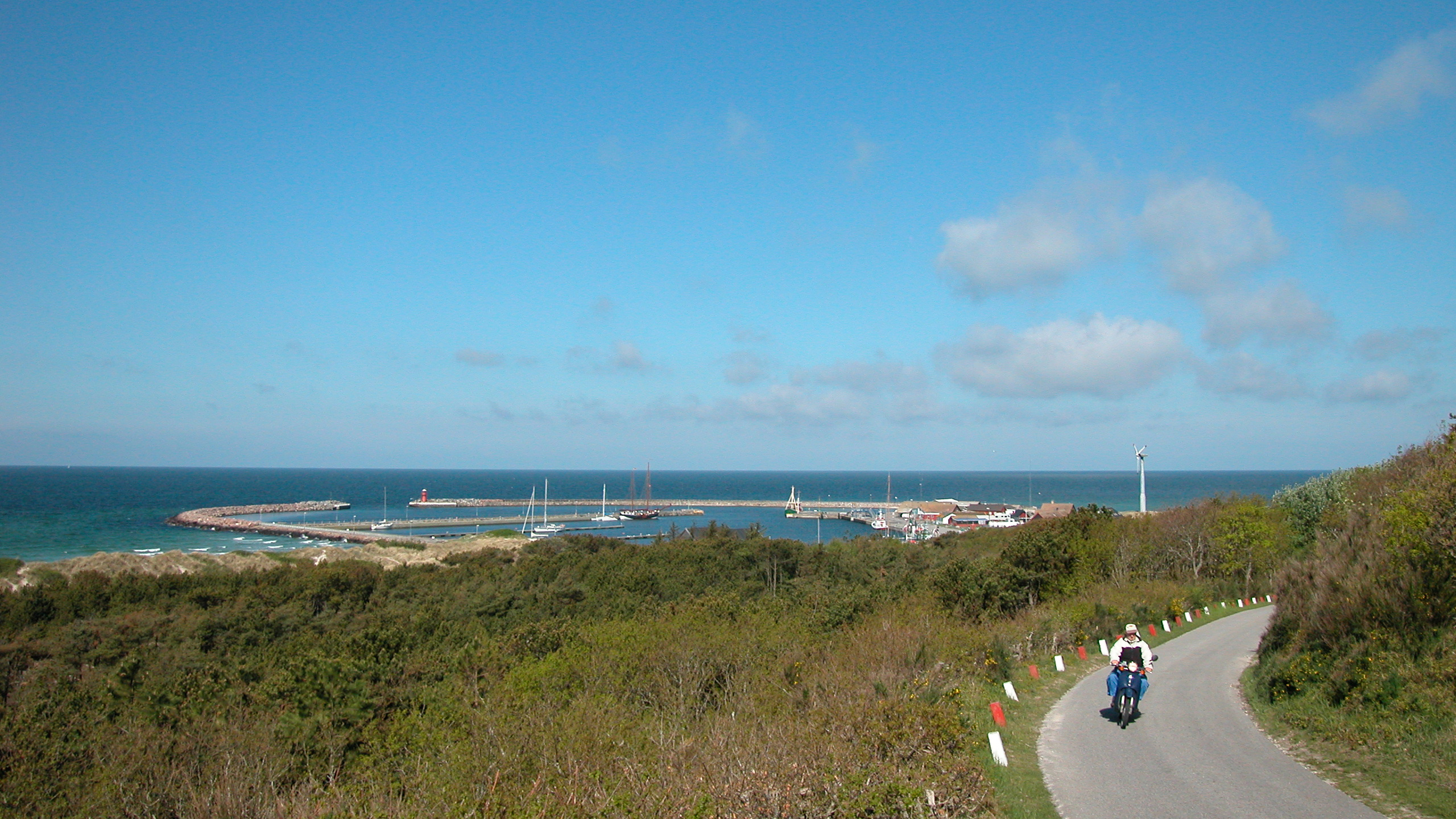
Hafen
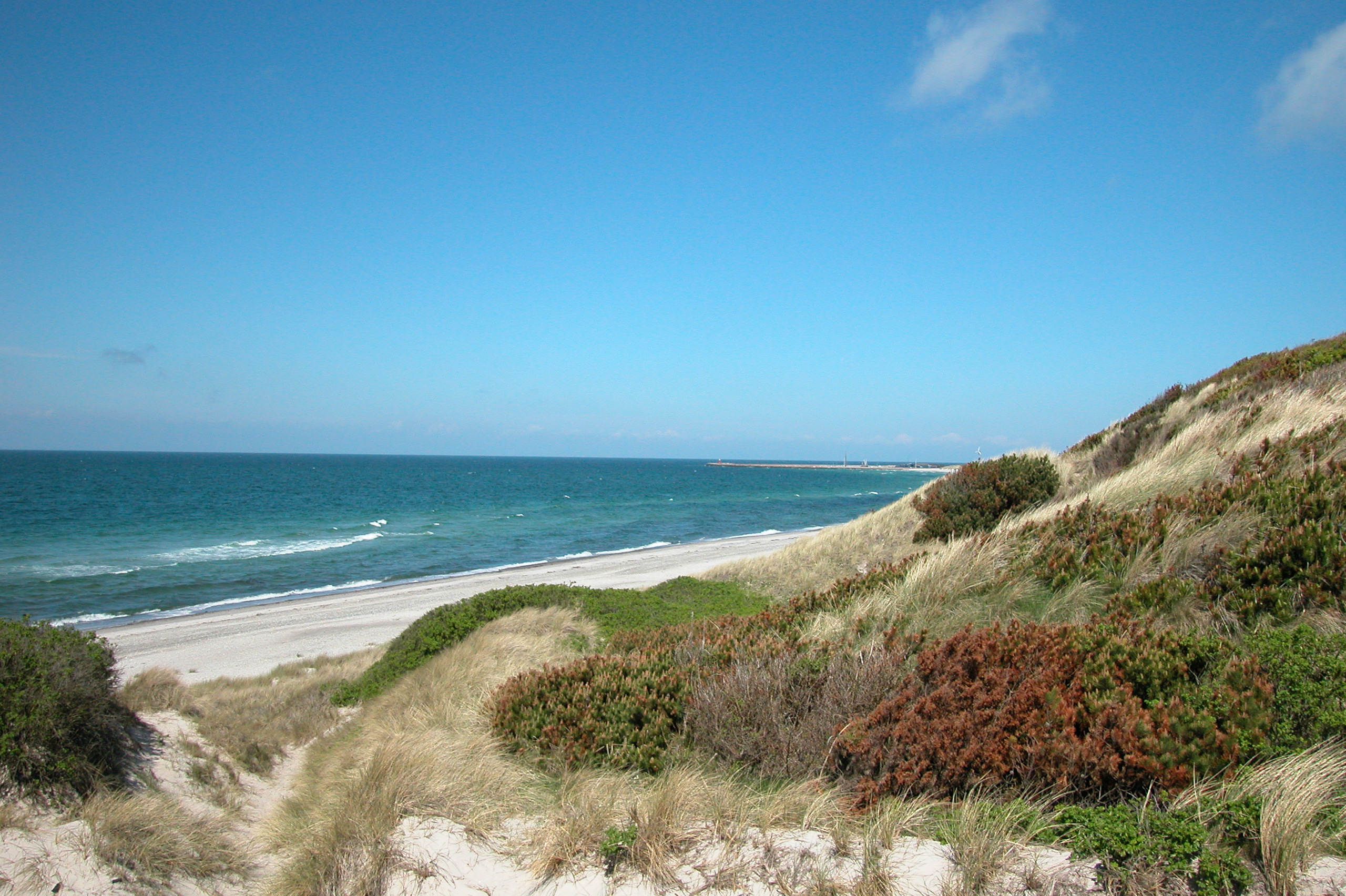
Weststrand

Das Eiland war bis ins 17. Jahrhundert mit Kiefernwald bewachsen, der durch Rodung verloren ging. An seiner Stelle breitete sich eine Heidelandschaft aus: Ørkenen, zu Deutsch Wüste, erstreckt sich über den Großteil der Insel. Ihre Besonderheit besteht darin, dass der Boden seit Menschengedenken nicht bestellt worden ist, also sein ursprüngliches eiszeitliches Geländeprofil bewahrt hat. Das Gebiet ist spärlich bewachsen, u. a. mit Besenheide, Schwarzer Krähenbeere, Mittlerem Lerchensporn und Flechten. Anholt verfügt über die größte zusammenhängende Flechtenheide Europas. Die Entwicklungsstadien von der Krusten- zur Laubflechte sind hier gut zu beobachten, Becher-, Lungen- und Rentierflechte sind die Hauptvertreter. Von den 2.237 Hektar der Insel stehen 2.067 Hektar unter Naturschutz.
Die beiden jüngsten Teile von Anholt sind die Ostspitze Totten und das an der Nordwestseite gelegene Flakket, ein flaches Vorland mit Strandwiesen. Es hat sich nach dem Bau des Hafens gebildet, weil sich hier durch die Molen die Strömungsverhältnisse änderten. Totten wird gern von Seehunden aufgesucht und ist deshalb ebenfalls unter Schutz gestellt. Es ist die einzige Stelle in Dänemark, an der Seehunde von Land aus mit dem Fernglas zu beobachten sind. Nach Osten setzt sich der Nehrungshaken als zwölf Kilometer lange Untiefe (Ost-Riff) fort.
Am Südrand der Insel findet sich so genannter Wüstenlack: durch Windschliff hervorgerufener firnisartiger Glanz auf Gesteinen.

## Geschichte
Es gibt einzelne archäologische Funde aus dem letzten Teil der Altsteinzeit. Weitere Funde zeugen von Bewohnern während der Jungsteinzeit (Grübchenkeramische Kultur). Systematische Untersuchungen über die Vergangenheit Anholts gibt es nicht. Es gibt keine Funde aus der Bronzezeit, jedoch liegen aus der Wikingerzeit einzelne Funde vor.
Laut dem Erdbuch König Waldemars von 1231 besaß der König ein Haus oder eine Hütte auf dem Sønderbjerg. Anholt war somit Krongut.
1441 kam die Insel zum Krongut Kalø unter seinem Verwalter Otte Nielsen Rosenkrantz (1395–1477).
1668 wurde Anholt an den Zollverwalter Peder Jensen Grove (1615–1673) verkauft; dessen Witwe heiratete 1674 Hans Rostgaard (1625–1684) aus Krogerup, und seitdem war die Insel im Eigentum dieser Familie.
Während der Napoleonischen Kriege war Dänemark von 1807 bis 1814 mit Frankreich verbündet. Die gegen England verhängte Kontinentalsperre führte zu Schmuggel und nächtlichen Durchbruchversuchen. Deshalb wurden an den dänischen Küsten die Leuchtfeuer gelöscht, um die ortsunkundigen britischen Schiffe auf dem Weg nach Schweden und in die Ostsee zu behindern. Nach Verlusten vor Anholt führte die englische Flotte einen Angriff auf die Insel und eroberte sie am 18. Mai 1809. Dänische Entsatzpläne verzögerten sich. Erst am 25. März 1811 kam es zur „Schlacht um Anholt“. Nach zwei Tagen siegte die 450 Mann starke englische Garnison (zwei Gefallene, 30 Verwundete) gegen die Dänen (30 Gefallene und 638 Kriegsgefangene). Die Besetzung der Insel endete 1814 infolge des Kieler Friedens.
Anholt bildet eine eigene Kirchspielsgemeinde Anholt Sogn. Sie gehörte bis zur Kommunalreform 1970 zur Harde Djurs Nørre Herred im damaligen Randers Amt. Dann wurde sie zur Grenaa Kommune im Århus Amt geschlagen. Seit der Kommunalreform 2007 sind Grenaa und Anholt Teil der Norddjurs Kommune, Region Midtjylland.

### Leuchtfeuer
Das stürmische Kattegat und die Sandbänke vor Anholt gefährdeten schon immer die Schifffahrt. Deshalb befahl König Friedrich II. 1560, ein Leuchtfeuer einzurichten. Anfangs wurde eine einfache Feuerblüse verwendet: eine Holzkonstruktion mit Eisenkorb, der mit Holz befeuert wurde. Die dänische Bezeichnung dafür lautet papegøjefyr (Papageienfeuer), weil der Feuerkorb einem Papageienkäfig ähnlich sah. 1623 wurde ein Wippfeuer mit Kohlefeuerung errichtet. 1785 wurde ein 35 Meter hoher Leuchtturm mit Kohlefeuer gebaut. Dieser Turm erhielt 1805 eine Laterne. 1881 wurde der heutige Steinturm „Anholt Fyr“ errichtet und mit einer Fresnel-Linse ausgestattet. Der Leuchtturm steht unter Denkmalschutz. Auf dem Ostebakke in der Inselmitte wurde früher bei Bedarf ein offenes Leuchtfeuer unterhalten.

## Ort
Es gibt nur eine einzige Siedlung auf Anholt. Hier finden alle sozialen und kulturellen Aktivitäten statt. Ursprünglich wurde Fachwerk gebaut, unter Verwendung von Strandgut. Viele Häuser erhielten im Laufe der Zeit seitliche Anbauten, wenn neue Generationen in den Familien mehr Wohnraum erforderten. Die Kirche stammt aus dem Jahre 1819, die vorherige war während der britischen Besetzung der Insel zerstört worden. Fundamentreste zeugen von einem noch älteren Vorgängerbau.
Im Ørkenvej 1 befindet sich die Inselschule, 1917 erbaut und 1956 erweitert. Hier gibt es eine Kindergartengruppe, eine Gemeinschaftsklasse für die 0. bis 5. Stufe und eine für die Stufen 6 bis 9. Das Nachbarhaus Ørkenvej 2 dient als Bürgerhaus (Forsamlingshus).
Die Alte Schule aus dem Jahre 1843 wurde nahe dem Pastorat errichtet und wird heute von der Kirchengemeinde als Gemeindehaus genutzt (Menighedshus).

## Hafen
Nach mehreren Jahren politischer Verhandlungen und einer Bauzeit von 1899 bis 1902 bekam Anholt einen Fischereihafen, der als Nothafen für die Kattegatfischer und als Heimathafen für die Fischerboote von Anholt dient. Auch die Fähre von Grenaa legt hier an.
Die Rettungsstation Anholt ist eine von 21 Rettungsstationen des Küstenrettungsdienstes. Die Station ist mit einem Seenotrettungsboot und einem Schlauchboot ausgestattet. Die Rettungsstation wird von 15 Freiwilligen besetzt. Von 1878 bis in die 1930er Jahre hatte sich die Seenotrettungsstation am Leuchtturm befunden.
Seit Ende 2014 ist die Touristeninformation am Hafen untergebracht. Der Hafen verfügt über 250 Bootsliegeplätze, auf denen in den Sommermonaten aber teilweise bis zu 700 Boote ihren Platz finden können bzw. müssen.

## Flugplatz
Anholt hat einen Flugplatz (ICAO: EKAT) mit einer 650 Meter langen Landebahn (Gras). Tägliche Flüge verbinden Anholt im Sommer  mit Roskilde, Læsø und Varberg in Schweden. Im Winter bestehen wöchentliche Verbindungen.

## Wirtschaft

### Tourismus
Anholt ist unter Seglern ein beliebtes Ziel. Der Hafen ist im Sommer häufig überfüllt. Ebenso ist Anholt bekannt für einen breiten, sauberen und feinen Sandstrand. Im Sommer bevölkern bis zu 6.000 Menschen die Insel. Die meisten Touristen kommen aus Dänemark, Schweden, Norwegen und Deutschland. Die Fähre braucht von Grenaa etwa drei Stunden. Die Insel hat einen Fahrradverleih und einen Flugplatz nahe der Ortschaft.

### Offshore-Windpark
Etwa 15 Kilometer südwestlich von Anholt wurde bis September 2013 der Offshore-Windpark Anholt errichtet, mit 111 Anlagen und 400 MW Leistung der größte dänische Offshore-Windpark.

### Arbeitsmarkt
Der Arbeitsmarkt auf Anholt unterscheidet sich vom Üblichen dadurch, dass die Menschen oft mehrere Jobs ausüben, um eine Vollzeitbeschäftigung zu erreichen. Der Briefträger betreibt zum Beispiel auch die Eisbude. Vom Tourismus abgesehen, gibt es auf der Insel dreißig verschiedene Branchen.